# The Oral Cigarettes
The Oral Cigarettes (geläufig in Großschrift: THE ORAL CIGARETTES; japanisch ジ・オーラル・シガレッツ Ji Ōraru Shigarettsu) ist eine japanische Alternative-Rock-Band. Gegründet wurde sie in 2010 in der Stadt Nara (Japan, gleichnamige Präfektur). Aktuell besteht sie aus den vier Mitgliedern Takura, Akira, Shigenobu und Masaya. Das ehemalige Mitglied Take verließ die Gruppe 2012. Die Band wurde 2012 von dem japanischen Unterhaltungskonzern Amuse Inc. unter dessen Label A-Sketch unter Vertrag genommen. The Oral Cigarettes veröffentlichte bisher (stand Mai 2024) fünf Studioalben, zwei Independent-Alben, ein Demoalbum, ein Compilation-Album, drei Extended Plays und neun Singles.

## Geschichte

### 2010–2012: Frühe Jahre
The Oral Cigarettes wurden 2010 in Nara, Japan gegründet. Zuvor spielten Takuya Yamanaka und Akira Akirakani in ihrer Schulzeit in der von ihnen gegründeten Red-Hot-Chili-Peppers-Coverband Higher Ground.
Im Oktober 2010 veröffentlichten The Oral Cigarettes ihr erstes Demo-Album Nōsatsu A-Type. Ihr Debütalbum, Tsuki ni Hoete, Aware… wurde im März 2011 veröffentlicht und aus eigener Tasche finanziert. Im Februar 2012 folgte die Herausgabe des zweiten Independentalbums mit dem Titel Shingetsu to Ohitsujiza. Ihre erste Indie-Single, Kieta Mitai/N.I.R.A, wurde im Dezember 2012 veröffentlicht. Im Dezember 2012 gewann die Gruppe einen Musikwettbewerb, welcher von den Labels A-Sketch und Hipland Music in Zusammenarbeit mit dem Musiksender Space Shower Television und Musical ausgerichtet wurde.

### 2013–2015: Major-Label-Debüt und The BKW Show!!
Ihre erste EP, Orange no Nukegara, Watashi ga Ikita Ai no Akashi, wurde im August 2013 bei Mash A&R veröffentlicht. Ihr erstes Konzert gaben sie im Juni 2014. Die erste Major-Debütsingle, Kishi Kaisei Story, wurde im Juli 2014 bei A-Sketch veröffentlicht. Ihre erste Tournee fand im Juli 2014 statt.
Das Major-Debütalbum, The BKW Show!!, wurde im November 2014 veröffentlicht. Das Album erreichte Platz 20 der heimischen Musikcharts von Oricon. Im April folgte die Herausgabe der Single, Amy, gefolgt von Kyōran Hey Kids!!, welches in der Vorspannsequenz der Animeserie Noragami Aragoto zu hören ist, im November gleichen Jahres.

### 2016–2017: Fixion und Unofficial
Mit Fixion wurde im Januar 2016 das zweite Majoralbum veröffentlicht. Im August und November gleichen Jahres erschienen mit Dip-Bap und 5150 zwei weitere Singles. Im Sommer 2016 spielte die Gruppe auf verschiedenen Musikfestivals im Japan, ehe im Oktober und November eine nationale Tournee absolviert wurde.
Ihr drittes Album, Unofficial, wurde am 1. Februar 2017 veröffentlicht. Ihre sechste Single, Tonariau/One’s Again, veröffentlichten sie im Juni 2017. Tonariau wurde in der Abspannsequenz von Sagrada Reset verwendet. Ihre siebte Single, Black Memory, wurde im September 2017 vorgestellt. Black Memory dient als Titellied der Realfilm-Umsetzung zur Mangareihe Ajin – Demi-Human.
Am 16. Juni 2017 spielte die Gruppe ihr erstes Konzert im Budōkan, welches zwei Tage später in 13 ausgewählten Kinos in Japan ausgestrahlt wurde.

### 2018–2019: Kisses and Kills
Ihr viertes Album, Kisses and Kills, wurde im Juni 2018 in Japan auf dem Markt gebracht. Mit diesem Album schaffte es die Gruppe erstmals, die Spitze der heimischen Albumcharts zu erreichen. Ihre achte Single, Wagamama de Gomakasanaide, wurde im März 2019 veröffentlicht und diente musikalischer Einspieler der Anime-Fernsehserie Revisions.
Das erste Kompilation-Album der Gruppe, Before It’s Too Late, wurde im August 2019 herausgegeben.

### Seit 2020: Suck My World
Im April 2020 veröffentlichten sie ihr fünftes Album Suck My World, welches wie sein Vorgänger Platz eins der heimischen Albumcharts erreichen konnte. Im April 2022 wurde ihre zweite EP Bullets into the Pipe auf digitaler Ebene herausgegeben. Auf der EP veröffentlichte die Gruppe bereits zuvor veröffentlichte Lieder, die mit Gastmusikern neu aufgenommen wurden. Als Gastmusiker wirkten unter anderem Sky-Hi, Hiro von My First Story und Mah, Frontsänger von SiM, mit.
Im März 2024 erschien die dritte EP Marbles auf CD. Die EP enthält alle veröffentlichten Stücke, die während der COVID-19-Pandemie entstanden, darunter die Lieder Red Criminal und Machinegun, welche beide in der Vorspannsequenz der Animeserie Scarlet Nexus zu hören sind.
Zudem veröffentlichte die Gruppe im Jahr 2023 die digitale Single Yellow, welche als musikalischer Vorspann der Dorama-Produktion zum Thriller-Manga My Home Hero dient. Sänger und Leadgitarrist Takuya Yamanaka ist an der Entstehung der Original-Animeserie Utagoe wa Mille-Feuille beteiligt, welcher im Jahr 2025 im japanischen Fernsehen startet. Er erarbeitete gemeinsam mit dem Produzenten Pony Canyon das Konzept der Serie und zeichnet für das Drehbuch verantwortlich.

## Diskografie

### Studioalben
| Jahr              | Titel Musiklabel                        | Höchstplatzierung, Gesamtwochen, AuszeichnungChartsChartplatzierungen (Jahr, Titel, Musiklabel, Platzierungen, Wochen, Auszeichnungen, Anmerkungen) | Anmerkungen                             |
| Jahr              | Titel Musiklabel                        | JP | Anmerkungen                             |
| ----------------- | --------------------------------------- | --- | --------------------------------------- |
| Independent-Alben |                                         | |                                         |
|                   |                                         | |                                         |
| 2011              | Tsuki ni Hoete, Aware Eigenproduktion   | — | Erstveröffentlichung: 12. März 2011     |
| 2012              | Shingetsu to Ohitsujiza Eigenproduktion | — | Erstveröffentlichung: 12. Februar 2012  |
| Major-Alben       |                                         | |                                         |
|                   |                                         | |                                         |
| 2014              | The BKW Show!! A-Sketch                 | JP20 (3 Wo.)JP | Erstveröffentlichung: 12. November 2014 |
| 2016              | Fixion A-Sketch                         | JP6 (7 Wo.)JP | Erstveröffentlichung: 5. Januar 2016    |
| 2017              | Unofficial A-Sketch                     | JP3 (6 Wo.)JP | Erstveröffentlichung: 2. Februar 2017   |
| 2018              | Kisses and Kills A-Sketch               | JP1 (12 Wo.)JP | Erstveröffentlichung: 12. Juni 2018     |
| 2020              | Suck My World A-Sketch                  | JP1 (10 Wo.)JP | Erstveröffentlichung: 29. April 2020    |
| 2025              | AlterGeist0000 Pony Canyon              | JP8 (4 Wo.)JP | Erstveröffentlichung: 22. Januar 2025   |

### Kompilationen
| Jahr | Titel Musiklabel              | Höchstplatzierung, Gesamtwochen, AuszeichnungChartsChartplatzierungen (Jahr, Titel, Musiklabel, Platzierungen, Wochen, Auszeichnungen, Anmerkungen) | Anmerkungen                           |
| Jahr | Titel Musiklabel              | JP | Anmerkungen                           |
| ---- | ----------------------------- | --- | ------------------------------------- |
| 2019 | Before It’s Too Late A-Sketch | JP5 (10 Wo.)JP | Erstveröffentlichung: 28. August 2019 |

### EPs
| Jahr | Titel Musiklabel                                           | Höchstplatzierung, Gesamtwochen, AuszeichnungChartsChartplatzierungen (Jahr, Titel, Musiklabel, Platzierungen, Wochen, Auszeichnungen, Anmerkungen) | Anmerkungen                           |
| Jahr | Titel Musiklabel                                           | JP | Anmerkungen                           |
| ---- | ---------------------------------------------------------- | --- | ------------------------------------- |
| 2013 | Orange no Nukegara, Watashi ga Ikita Ai no Akashi Mash A&R | JP95 a (3 Wo.)JP | Erstveröffentlichung: 28. August 2013 |
| 2022 | Bullets into the Pipe A-Sketch                             | — | Erstveröffentlichung: 27. April 2022  |
| 2024 | Marbles A-Sketch                                           | — | Erstveröffentlichung: 13. März 2024   |

### Demoalben
| Jahr | Titel Musiklabel               | Höchstplatzierung, Gesamtwochen, AuszeichnungChartsChartplatzierungen (Jahr, Titel, Musiklabel, Platzierungen, Wochen, Auszeichnungen, Anmerkungen) | Anmerkungen                            |
| Jahr | Titel Musiklabel               | JP | Anmerkungen                            |
| ---- | ------------------------------ | --- | -------------------------------------- |
| 2010 | Nosatsu A-Type Eigenproduktion | — | Erstveröffentlichung: 10. Oktober 2010 |

### Singles
| Jahr              | Titel Album                                               | Höchstplatzierung, Gesamtwochen, AuszeichnungChartsChartplatzierungen (Jahr, Titel, Album, Platzierungen, Wochen, Auszeichnungen, Anmerkungen) | Anmerkungen                                                                     | [↑]: gemeinsam behandelt mit vorhergehendem Eintrag; [←]: in beiden Charts platziert |
| Jahr              | Titel Album                                               | JP | Anmerkungen                                                                     |                                                                                      |
| ----------------- | --------------------------------------------------------- | --- | ------------------------------------------------------------------------------- | ------------------------------------------------------------------------------------ |
| Physische Singles |                                                           | |                                                                                 |                                                                                      |
|                   |                                                           | |                                                                                 |                                                                                      |
| 2012              | Kieta Mitai/N.I.R.A Stand-Alone                           | — | Erstveröffentlichung: 2012                                                      |                                                                                      |
| 2014              | Kishi Kaisei Story The BKW Show!!                         | JP28 (5 Wo.)JP | Erstveröffentlichung: 16. Juli 2014                                             |                                                                                      |
| 2015              | Amy Fixion                                                | JP29 (3 Wo.)JP | Erstveröffentlichung: 22. April 2015                                            |                                                                                      |
| 2015              | Kyōran Hey Kids!! Fixion                                  | JP19 (7 Wo.)JP | Erstveröffentlichung: 11. November 2015 Vorspann Noragami Aragoto               |                                                                                      |
| 2016              | Dip-Bap Unofficial                                        | JP12 (3 Wo.)JP | Erstveröffentlichung: 2. August 2016                                            |                                                                                      |
| 2016              | 5150 Unofficial                                           | JP10 (3 Wo.)JP | Erstveröffentlichung: 16. November 2016                                         |                                                                                      |
| 2017              | Tonariau Kisses and Kills                                 | JP6 (5 Wo.)JP | Erstveröffentlichung: 14. Juni 2017 Abspann Sagrada Resist                      |                                                                                      |
| 2017              | One’s Again Kisses and Kills[JP: ↑]                       | JP6 (5 Wo.)JP | Erstveröffentlichung: 14. Juni 2017                                             |                                                                                      |
| 2017              | Black Memory Kisses and Kills                             | JP3 (6 Wo.)JP | Erstveröffentlichung: 27. September 2017 Titelsong Ajin – Demi-Human (Realfilm) |                                                                                      |
| 2019              | Wagamama de Gomakasanaide Suck My World                   | JP5 (4 Wo.)JP | Erstveröffentlichung: 13. März 2019 Vorspann Revisions                          |                                                                                      |
| Digitale Singles  |                                                           | |                                                                                 |                                                                                      |
|                   |                                                           | |                                                                                 |                                                                                      |
| 2018              | Rel Kisses and Kills                                      | — | Erstveröffentlichung: 16. Februar 2018                                          |                                                                                      |
| 2019              | Don’t You Think Suck My World                             | — | Erstveröffentlichung: 6. September 2019 feat. Lorazeena                         |                                                                                      |
| 2019              | Shine Holder Suck My World                                | — | Erstveröffentlichung: 18. Dezember 2019                                         |                                                                                      |
| 2020              | Tonight the Silence Kills Me with Your Fire Suck My World | — | Erstveröffentlichung: 14. Februar 2020                                          |                                                                                      |
| 2020              | Dream in Drive Suck My World                              | — | Erstveröffentlichung: 25. März 2020                                             |                                                                                      |
| 2020              | Naked Suck My World                                       | — | Erstveröffentlichung: 15. April 2020                                            |                                                                                      |
| 2020              | Slowly But Surely I Go On Suck My World                   | — | Erstveröffentlichung: 22. April 2020                                            |                                                                                      |
| 2021              | Red Criminal Marbles                                      | — | Erstveröffentlichung: 30. Juni 2021 Vorspann Scarlet Nexus (Cour 1)             |                                                                                      |
| 2021              | Machinegun Marbles                                        | — | Erstveröffentlichung: 13. Oktober 2021 Vorspann Scarlet Nexus (Cour 2)          |                                                                                      |
| 2022              | Enemy AlterGeist0000                                      | — | Erstveröffentlichung: 23. März 2022 feat. Kamui                                 |                                                                                      |
| 2022              | Bug AlterGeist0000                                        | — | Erstveröffentlichung: 10. August 2022                                           |                                                                                      |
| 2023              | Enchant AlterGeist0000                                    | — | Erstveröffentlichung: 8. Februar 2023                                           |                                                                                      |
| 2023              | Yellow AlterGeist0000                                     | — | Erstveröffentlichung: 25. Oktober 2023 Vorspann My Home Hero                    |                                                                                      |
| 2024              | Dunk AlterGeist0000                                       | — | Erstveröffentlichung: 2024 feat. Masato                                         |                                                                                      |
| 2024              | Under and Over AlterGeist0000                             | — | Erstveröffentlichung: 2024                                                      |                                                                                      |
| 2024              | Shu AlterGeist0000                                        | — | Erstveröffentlichung: 2024                                                      |                                                                                      |

## Preise und Auszeichnungen
| Jahr | Preis                     | Kategorie                           | Werk/Nominierung                                  | Ergebnis  |
| ---- | ------------------------- | ----------------------------------- | ------------------------------------------------- | --------- |
| 2014 | CD Shop Awards            | Regional-Produktion (Region Kansai) | Orange no Nukegara, Watashi ga Ikita Ai no Akashi | Gewonnen  |
| 2017 | Space Shower Music Awards | Bester Rock-Künstler                | The Oral Cigarettes                               | Nominiert |
| 2018 | Space Shower Music Awards | Bester Rock-Künstler                | The Oral Cigarettes                               | Nominiert |
| 2019 | Space Shower Music Awards | Bester Rock-Künstler                | The Oral Cigarettes                               | Nominiert |
| 2020 | Space Shower Music Awards | Bester Rock-Künstler                | The Oral Cigarettes                               | Nominiert |
| 2021 | Space Shower Music Awards | Bester Rock-Künstler                | The Oral Cigarettes                               | Nominiert |
| 2021 | Space Shower Music Awards | Bestes Live-Konzept                 | The Oral Cigarettes                               | Gewonnen  |